# Monument aux Volontaires américains
Le Monument aux Volontaires américains est un monument commémoratif de la Première Guerre mondiale situé à Paris, square Thomas-Jefferson, place des États-Unis dans le 16e arrondissement. Il honore la mémoire des volontaires américains engagés dans l'armée française entre 1914 et 1918.

## Historique
Le 21 janvier 1917, une soirée d'hommage aux volontaires américains fut organisée à la Comédie-Française. Lors de cette soirée, une souscription publique fut ouverte pour le financement de la construction d'un monument aux volontaires américains.
Le monument, sur la place des États-Unis, fut inauguré par le président du Conseil, Raymond Poincaré, le 4 juillet 1923.

## Caractéristiques
Le monument se compose d'un socle contre lequel se trouve un groupe sculpté en pierre représentant une victoire ailée en haut-relief, devant laquelle un poilu et un soldat américain se rejoignent se serrant les deux mains. Ce socle est surmonté d'une statue en bronze d'un soldat américain reprenant les traits du poète Alan Seeger, engagé dans la Légion étrangère en 1914 et mort au combat au cours de la Bataille de la Somme en 1916. Cette statue est l’œuvre de Jean Boucher. À l'arrière du monument, les noms de soldats américains engagés volontaires et morts au combat.
De chaque côté du socle, ont été gravées deux citations d'Alan Seeger traduites, extraites d' Ode à la mémoire des volontaires américains tombés pour la France, écrite peu avant sa mort. Il souhaitait que ces extraits soient lue devant les statues de La Fayette et de George Washington, à Paris[Lesquelles ?], le 30 mai 1916, jour du Decoration Day :

« [...] Ils ne poursuivaient pas de récompenses vaines, ils ne désiraient rien que d'être sans remords, frères des soldats bleus, à l'honneur à la peine et de vivre leur vie et de mourir leur mort. [...] »

« [...] Salut frères, adieu grands morts, deux fois merci. Double à jamais est votre gloire d'être morts pour la France et d'être morts aussi pour l'honneur de notre mémoire. [...] »

## Galerie

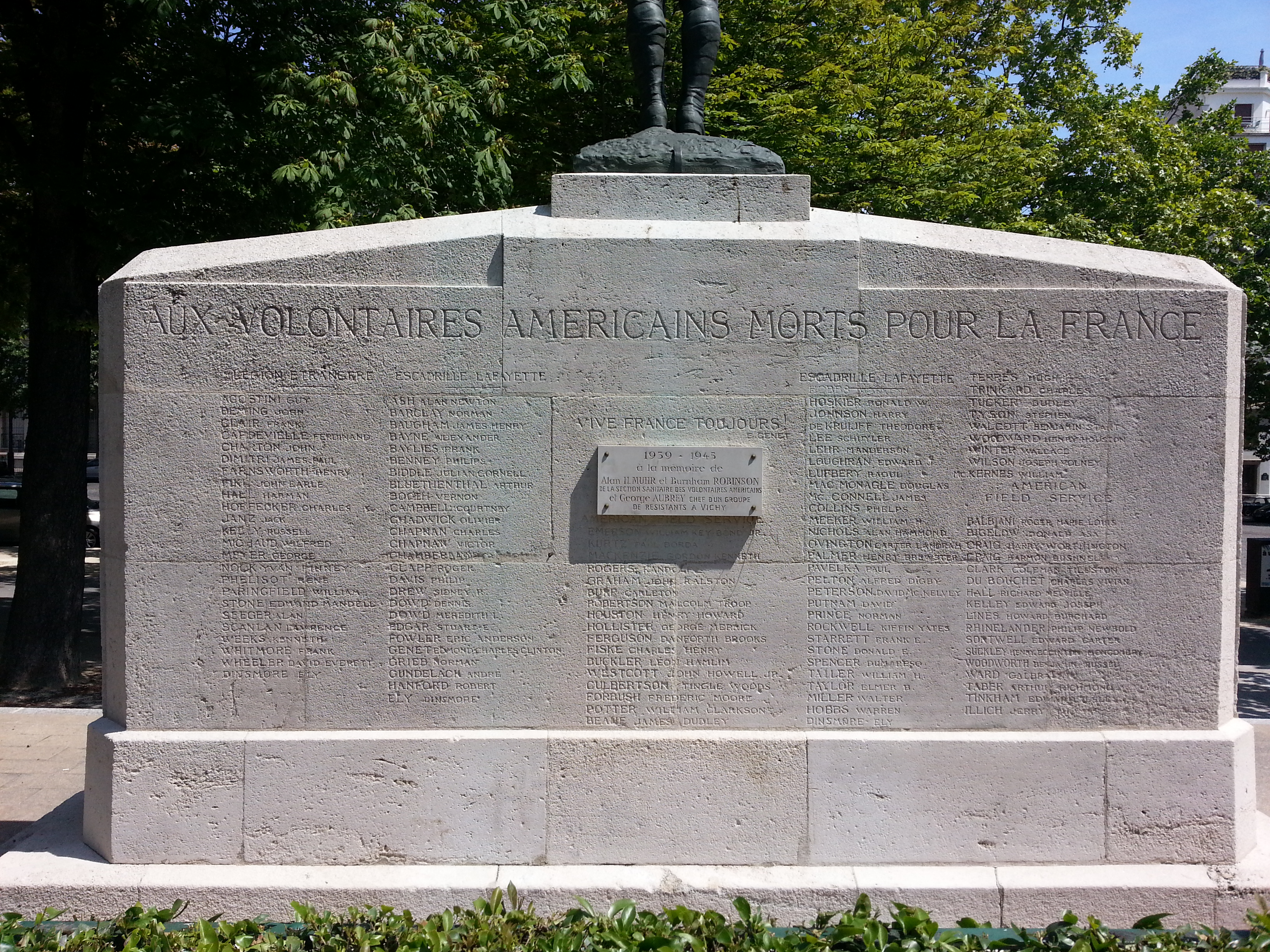
Inscriptions au dos du monument.
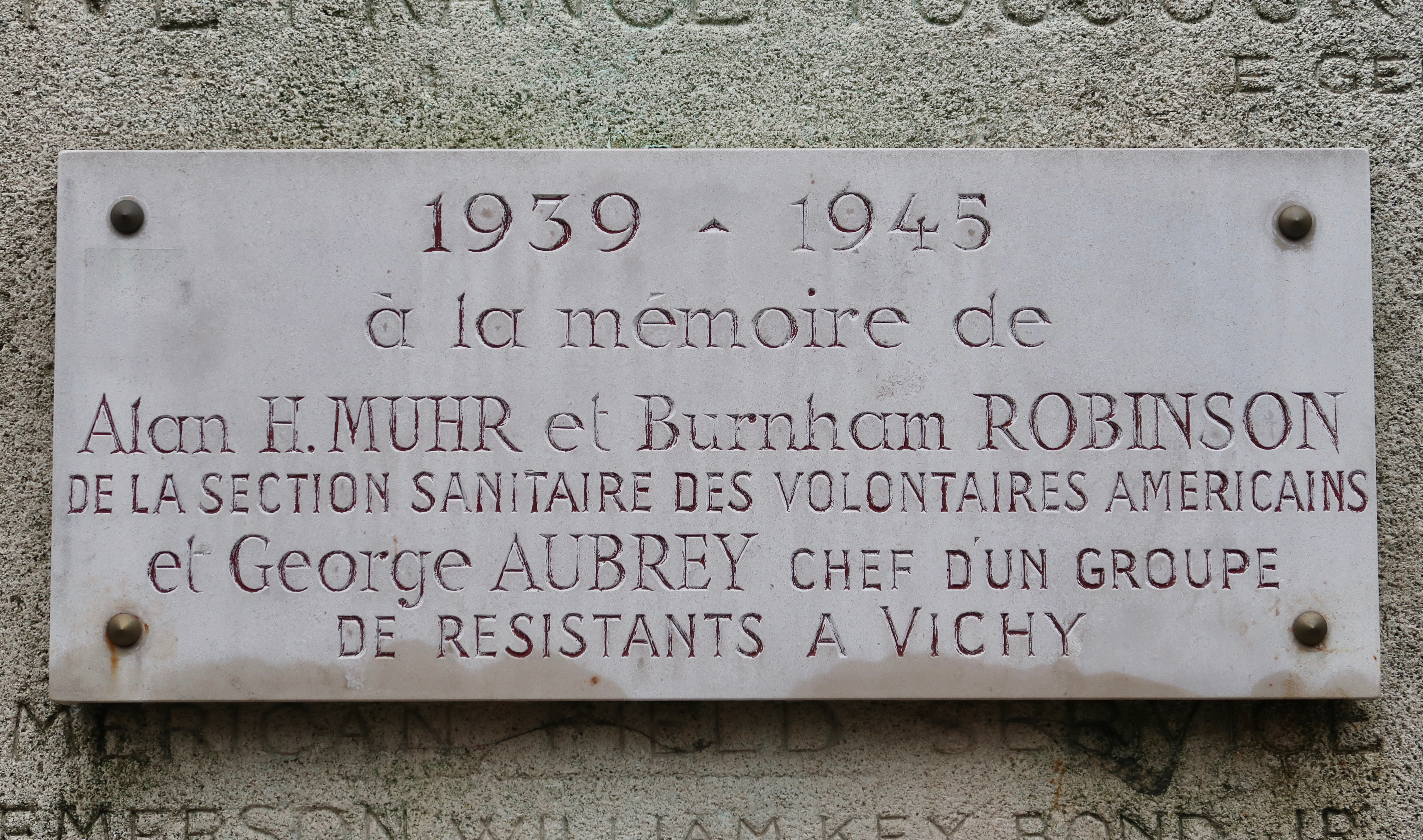
Plaque au dos.
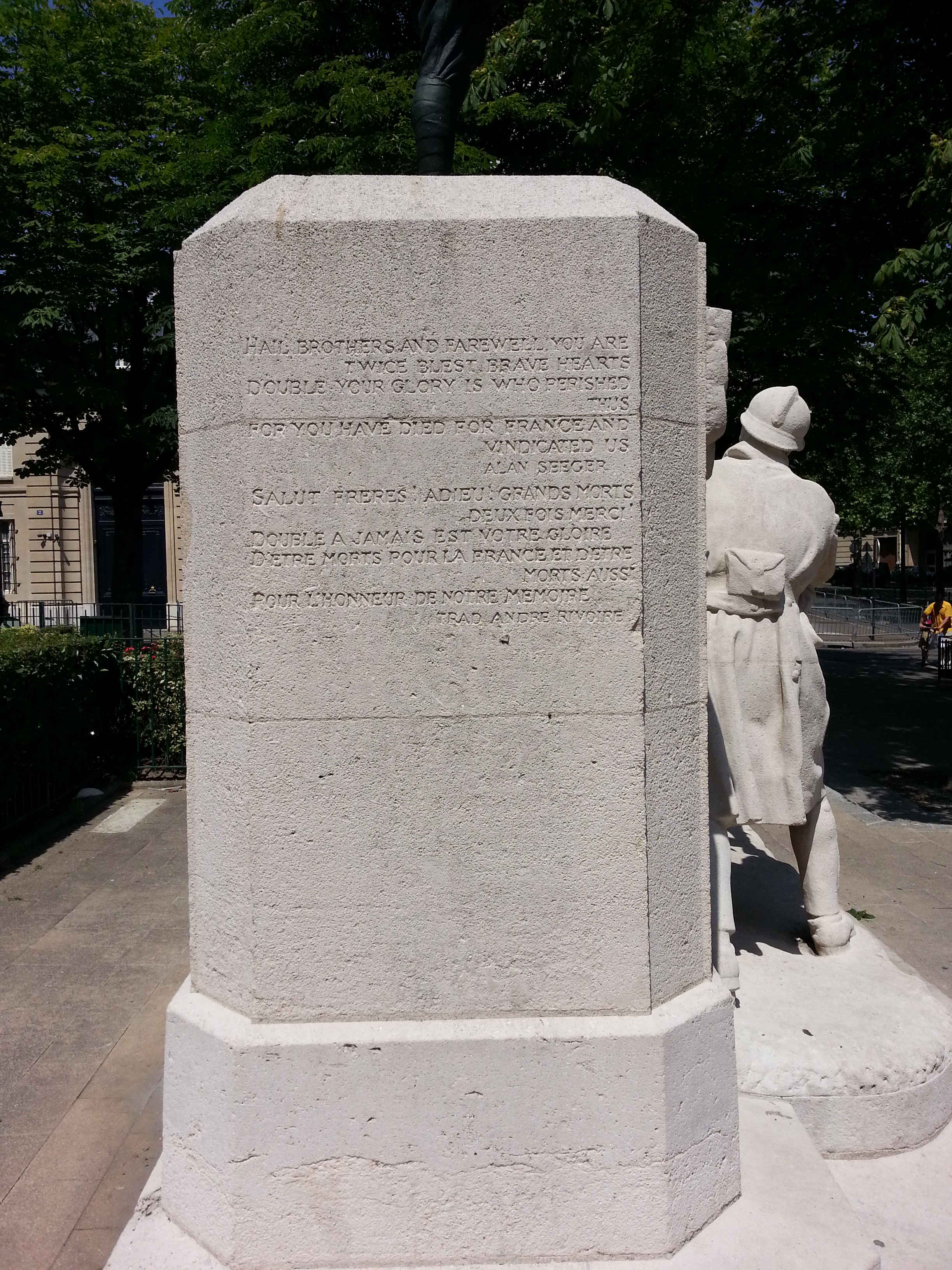
Inscriptions sur le côté latéral gauche.
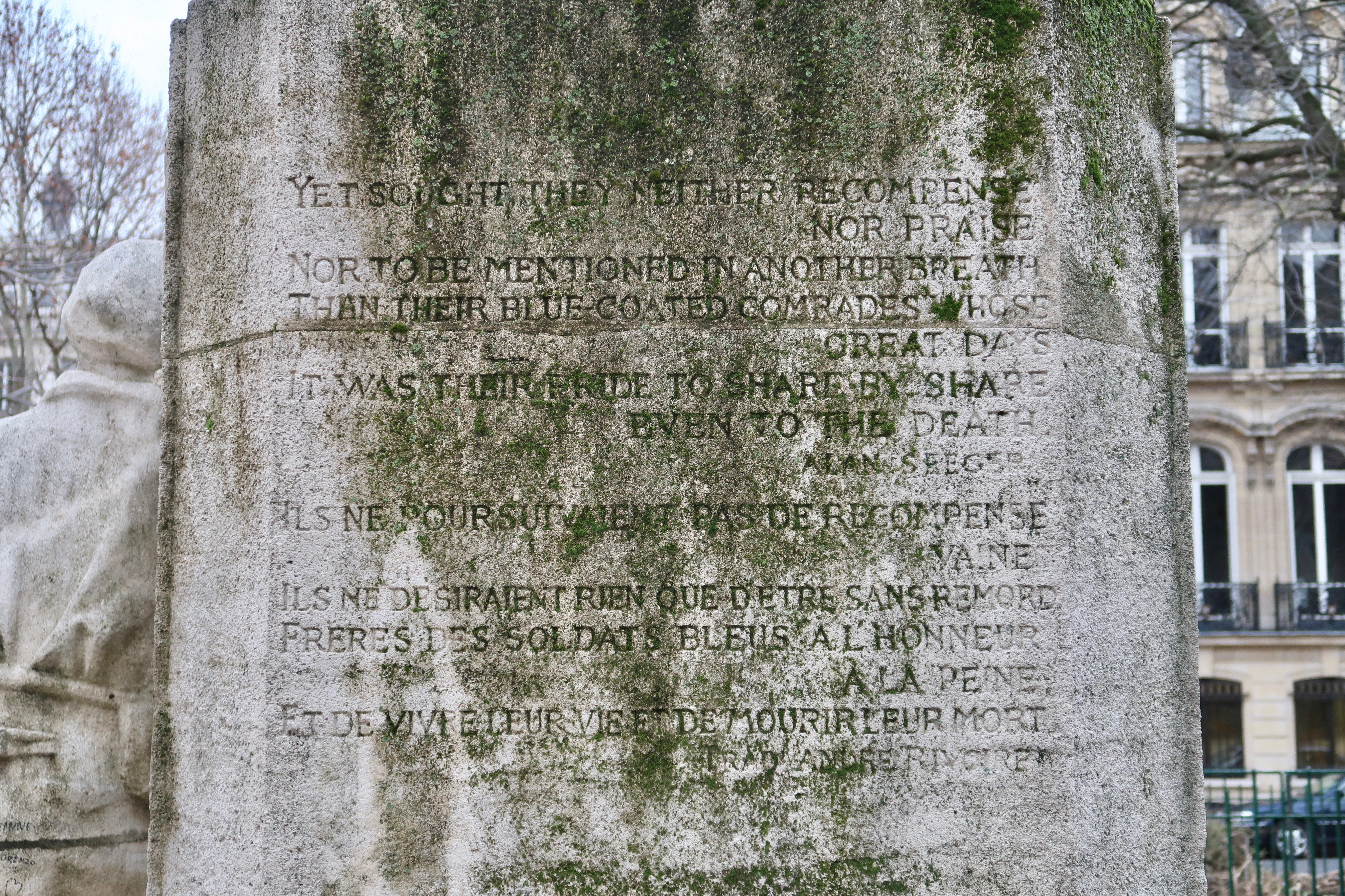
Inscriptions sur le côté latéral droit.